# Litoria pallida
Litoria pallida és una espècie de granota de la família dels hílids que viu a Austràlia. Aquesta endèmica d'Austràlia és coneguda des de la regió de Kimberley a Austràlia Occidental a través de la part nord del Territori del Nord i al nord de Queensland. L'extensió de la presència de l'espècie és d'aproximadament 922.000km2.
L'hàbitat d'aquesta espècie s'estén de bosc sec, obert a la perifèria de les planes d'inundació i praderies inundades temporalment. Els mascles criden des de novembre a març, des de la vora de l'aigua. Sobre 50-350 ous són dipositats a la superfície de l'aigua en piscines temporals. Els capgrossos es desenvolupen en 8-10 setmanes. No hi ha amenaces significatives per a la supervivència d'aquesta espècie. El rang d'aquesta espècie inclou diverses àrees protegides.